# بیژن (نام کوچک)
بیژن از نام‌های ایرانی برای مردان است و شاید به یکی از این موارد اشاره داشته باشد:

## افراد
- بیژن امکانیان بازیگر سینما و تلویزیون
- بیژن بنفشه‌خواه بازیگر ایرانی
- بیژن بیژنی خواننده و خوش‌نویس اهل ایران
- بیژن پسر گیو از پهلوانان شاهنامه فردوسی
- بیژن پاکزاد از بزرگان دنیای طراحی و مد و بنیان‌گذار برند بیژن
- بیژن جزنی فعال سیاسی چپ‌گرای، تئوریسین و عضو بنیانگذار سازمان چریک‌های فدایی خلق ایران
- بیژن ذوالفقارنسب مربی فوتبال
- بیژن سمندر شاعر اهل شیراز
- بیژن عبدالکریمی فیلسوف ایرانی
- بیژن فرهنگ دره‌شوری
- بیژن کنگرلو اسکی‌باز ایرانی مقیم کانادا
- بیژن کوشکی بازیکن فوتبال
- بیژن مرتضوی موسیقی دان ایرانی
- بیژن نامدار زنگنه فعال اقتصادی و سیاسی و وزیر نفت دولت جمهوری اسلامی ایران
- بیژن نوباوه خبرنگار و سیاستمدار ایرانی